# Nitrosylfluorosulfonat
Nitrosylfluorosulfonat, NOSO3F ist eine anorganische Verbindung des Nitrosylkations NO+ aus der Gruppe der Fluorosulfonate.

## Gewinnung und Darstellung
Durch Reaktion von Stickstoffdioxid mit Peroxydisulfuryldifluorid lässt sich das Salz synthetisieren.
{\displaystyle {\ce {2 NO2 + S2O6F2 -> NOSO3F + NO2SO3F + 1/2O2}}}
Statt NO2 kann auch Nitrosylnitrat eingesetzt werde.
{\displaystyle {\ce {NONO3 + S2O6F2 -> NOSO3F + NO2SO3F + 1/2O2}}}
Auch mit Distickstofftrioxid und Fluorsulfonsäure ist Nitrosylfluorosulfonat herstellbar.
{\displaystyle {\ce {N2O3 + 2 HSO3F -> 2 NOSO3F + H2O}}}

## Eigenschaften

### Physikalische Eigenschaften
Das Salz kristallisiert in einem orthorhombischem Kristallsystem mit der Raumgruppe Pnma (Raumgruppen-Nr. 62). Die Gitterkonstanten sind a = 8,68 ± 0,03 Å, b = 5,96 ± 0,016 Å und c = 7,35 ± 0,008 Å.

### Chemische Eigenschaften
Nitrosylfluorosulfonat ist ein hygroskopischer Feststoff. Bei der Reaktion mit Wasser entstehen Fluorsulfonsäure und Salpetrige Säure.
{\displaystyle {\ce {NOSO3F + H2O -> HSO3F + HNO2}}}